# Hondryches ambrensis
Hondryches ambrensis är en fjärilsart som beskrevs av Pierre E.L. Viette 1972. Hondryches ambrensis ingår i släktet Hondryches och familjen nattflyn. Inga underarter finns listade i Catalogue of Life.